# Frankfurt-Rebstock
Das Rebstockgelände ist ein Gebiet in Frankfurt am Main im Stadtteil Bockenheim. Das gut 100 Hektar große Gelände, ehemals einer der ersten Flughäfen Deutschlands, ist heute geprägt vom 1962 eröffneten Volkspark am Rebstock und dem Erlebnisbad Rebstockbad. Durch den Bau eines neuen Wohnviertels am Ostrand, das ebenso den Namen Rebstockpark nutzt, entsteht seit 2002 Wohnraum für ca. 4.500 Menschen. Mittlerweile zieht der Rebstockpark auch Unternehmen aus verschiedenen Branchen an.

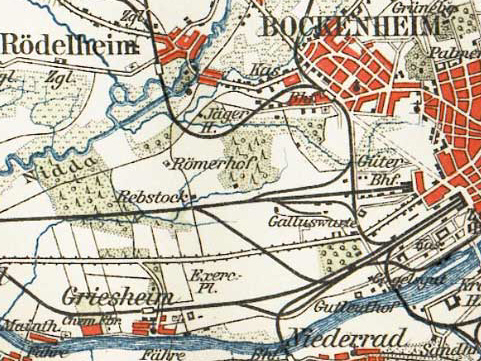
Rebstockgelände um 1890

## Lage
Das Rebstockgelände liegt an der Südwestgrenze Bockenheims zwischen Rödelheim im Norden und dem Gallus im Süden. Im Westen grenzt es an Griesheim und Nied und im Osten an die Kuhwaldsiedlung. Die Form des Geländes ist durch die weite Kurve des Bahndamms der Homburger Bahn bestimmt, an dem die Straße Am Römerhof unmittelbar anliegt. Es existieren eine Anschlussstelle der Bundesautobahn 648 sowie eine Bedarfsabfahrt der Bundesautobahn 5, die bei Messeveranstaltungen geöffnet ist.

## Geschichte
Das Rebstockgelände hat seinen Namen von einer Frankfurter Patrizierfamilie, zu deren Besitz der Hof Rebstock am Markt unmittelbar neben dem Kaiserdom St. Bartholomäus und das westlich der Stadt gelegene Hofgut Rebstock gehörte. Es wurde im Jahre 1300 erstmals urkundlich erwähnt. Seit Mitte des 14. Jahrhunderts stand das Gut im Besitz des 1353 gestifteten St. Katharinen- und Weißfrauenstiftes.

### Der erste Frankfurter Flughafen 1912–1936

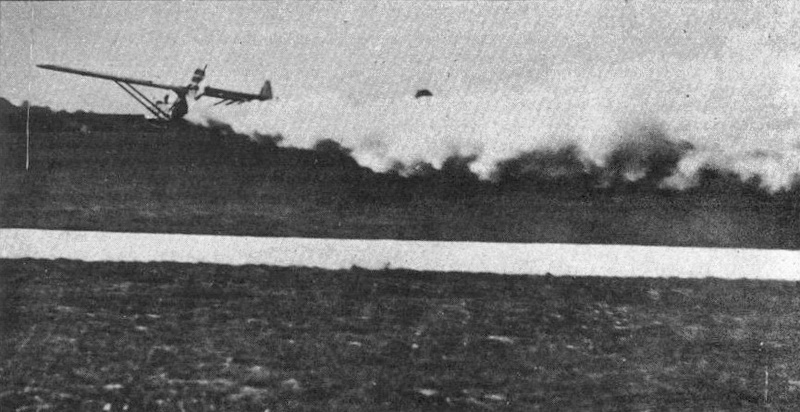
Opel RAK.1 im Flug

Aus Anlass der Internationalen Luftschiffahrt-Ausstellung (ILA) Frankfurt 1909 war dort am 31. Juli 1909 Graf Zeppelin mit seinem Luftschiff LZ 5 (taktische Nummerierung: Z II) gelandet; Zehntausende jubelten ihm damals zu.
Im Jahre 1910 wurde das Areal von der Stadt Frankfurt gepachtet. 1912 eröffnete die Deutsche Luftschiffahrts AG den Luftschiffhafen am Rebstock. Dieser diente zunächst als Luftschiffhafen, auf dem beispielsweise der Zeppelin LZ 11 „Viktoria Luise“ stationiert war, später auch als Flugplatz für Flächenflugzeuge.
Das Rebstockgelände wurde zur Heimat von Flugpionieren wie Käthchen Paulus, August Euler oder Max Pruss, nach denen Straßen im Wohnviertel „Rebstockpark“ benannt wurden und somit an die Vergangenheit diese Areals erinnern.
Im Stadtteil Bockenheim in Nähe der Kreuzung Am Dammgraben/Müllerstraße (in der heutigen Kuhwaldsiedlung) erinnert ein Zeppelinstein  aus Muschelkalk an die erste Landung des Luftschiffes LZ 5/Z II am 31. Juli 1909 um 15.30 Uhr. Eingeweiht wurde dieser am 10. November 1929.

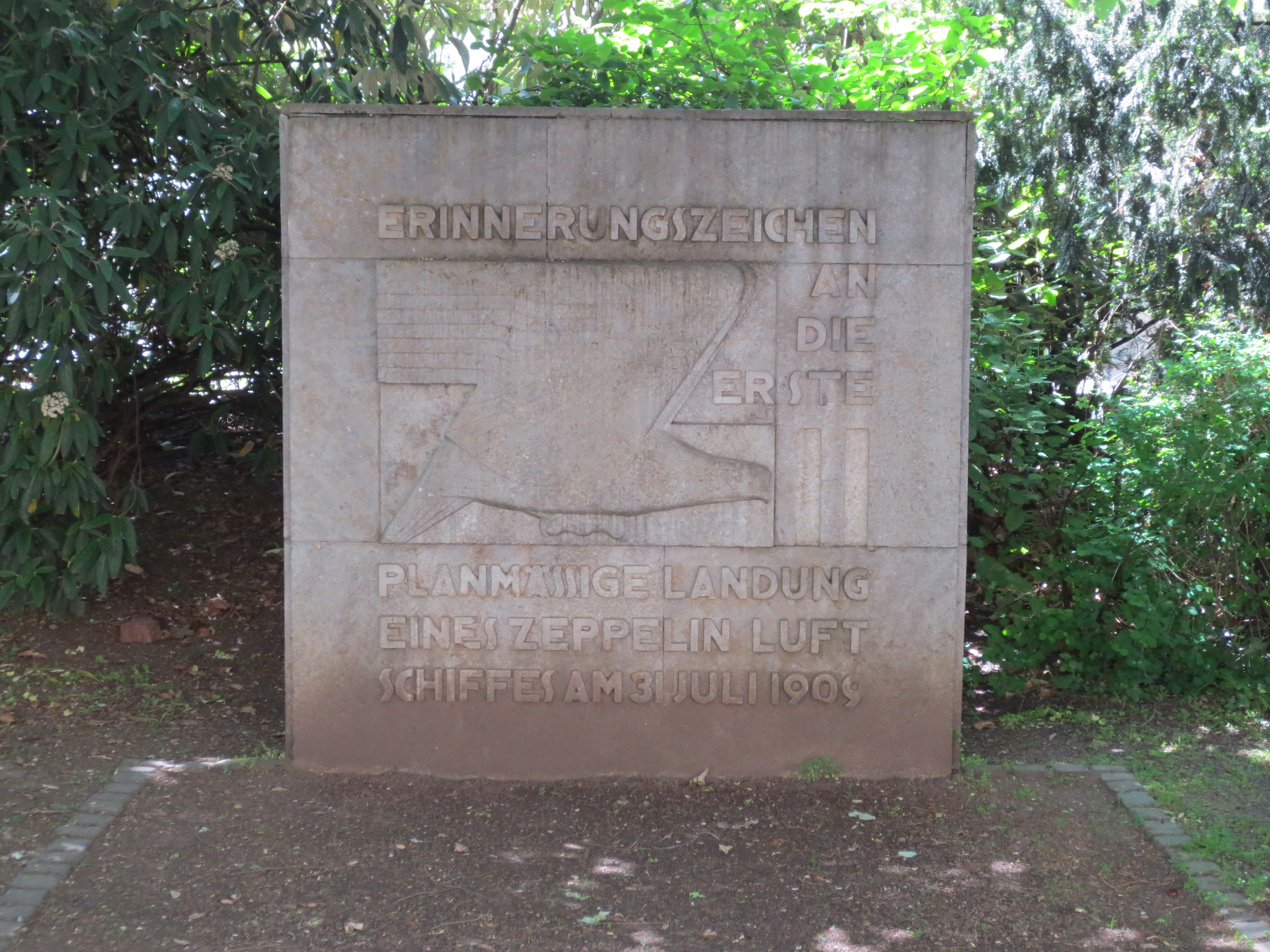
Zeppelinstein Frankfurt am Main Rebstock

Nach dem Ersten Weltkrieg begann ab 1924 vom Flughafen Frankfurt-Rebstock aus ein planmäßiger Luftverkehrsdienst. Im Jahre 1925 starteten und landeten 2.357 Flugzeuge; insgesamt wurden rund 5.500 Passagiere befördert. Im Januar 1926 wurde die Deutsche Luft Hansa AG gegründet, und Frankfurt am Main wurde neben Berlin zum wichtigsten Standort Deutschlands für das neue Transportwesen durch die Luft.
Fritz von Opel startete am 30. September 1929 mit dem Raketenflugzeug Opel-Sander RAK.1 zu einem vielbeachteten Flug.
Der Lufthafen stieß auf dem Rebstockgelände an seine räumlichen Grenzen und konnte nicht erweitert werden. Deshalb errichtete man 1936 den neuen Flughafen Frankfurt Main im Frankfurter Stadtwald südlich von Frankfurt-Schwanheim.
Vom 28. bis 30. Juli 1939 fand das 2. Internationale Luftrennen und die Deutsche Meisterschaft im Geschicklichkeitsflug sowie ein Großflugtag des NS-Fliegerkorps Gruppe 11 Hessen-Westmark auf dem Flugplatz Frankfurt-Rebstock statt.
Bis 1945 wurde der Rebstock-Flughafen als Militärflugplatz genutzt.

### Nach Kriegsende
Am 15. April 1945 übernahmen die alliierten Truppen den Flugplatz als Advanced Landing Ground ALG Y-75 Frankfurt/Rebstock, wobei ihn die United States Army Air Forces (USAAF) bis zum 30. Mai 1945 nutzte.

## Der Rebstockpark

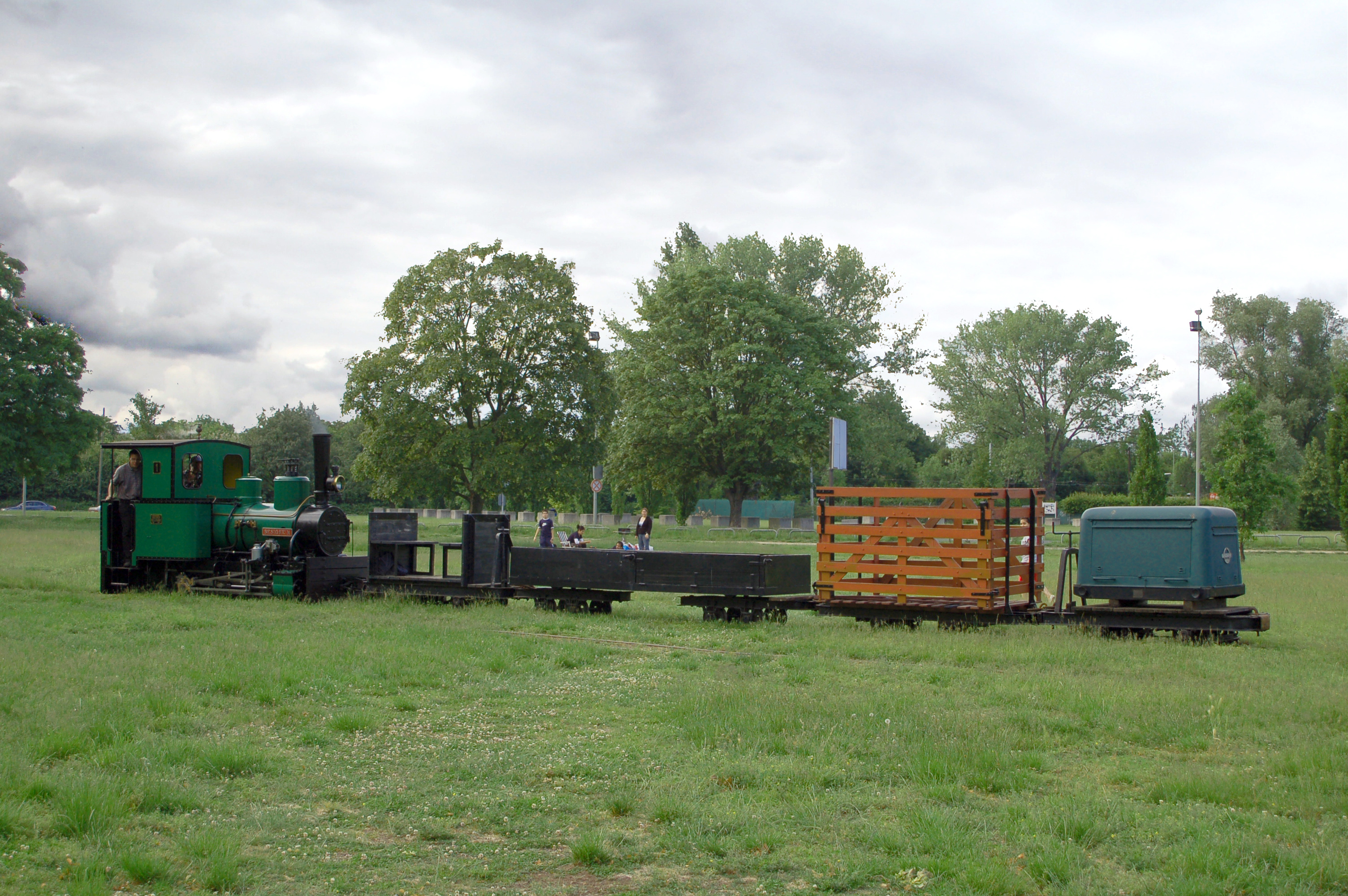
Feldbahnzug im Rebstockpark

Der neue Frankfurter Flughafen wurde 1936 eröffnet und löste den Lufthafen am Rebstockgelände in seiner zivilen Funktion ab. Eine große Brachfläche blieb nach 1945 zurück, die schließlich von 1958 bis 1962 zur Einrichtung eines Volksparks genutzt wurde. Der im Westen des Areals liegende 28 Hektar große Rebstockpark erhielt auch einen etwa drei Hektar großen Weiher. 1982 wurde am Ostrand des Parks das Rebstockbad, ein Erlebnisbad, eröffnet. Seit 1986 fahren durch den Rebstockpark auf einer 1,3 Kilometer langen Strecke die Feldbahnen des Frankfurter Feldbahnmuseums.
Aufgrund der Nähe zum Messegelände wurde der östliche, weniger bewaldete Rebstockpark lange Zeit als riesiger Messeparkplatz genutzt, d. h. eher zweckentfremdet. Zur Verbesserung der Parkinfrastruktur errichtete die Messe Frankfurt im Jahr 2000 im südöstlichen Teil des Geländes ein siebenstöckiges Parkhaus für 5.400 Fahrzeuge. Die Errichtung eines zweiten, noch größeren Parkhauses ist im Gespräch.
Westlich des Parks verläuft die Rebstockkurve der Eisenbahn, auf welcher die nach Frankfurt Hbf verlängerten Züge der Regionalbahn-Linie RB 15 fahren.

## Weiher im Rebstockpark

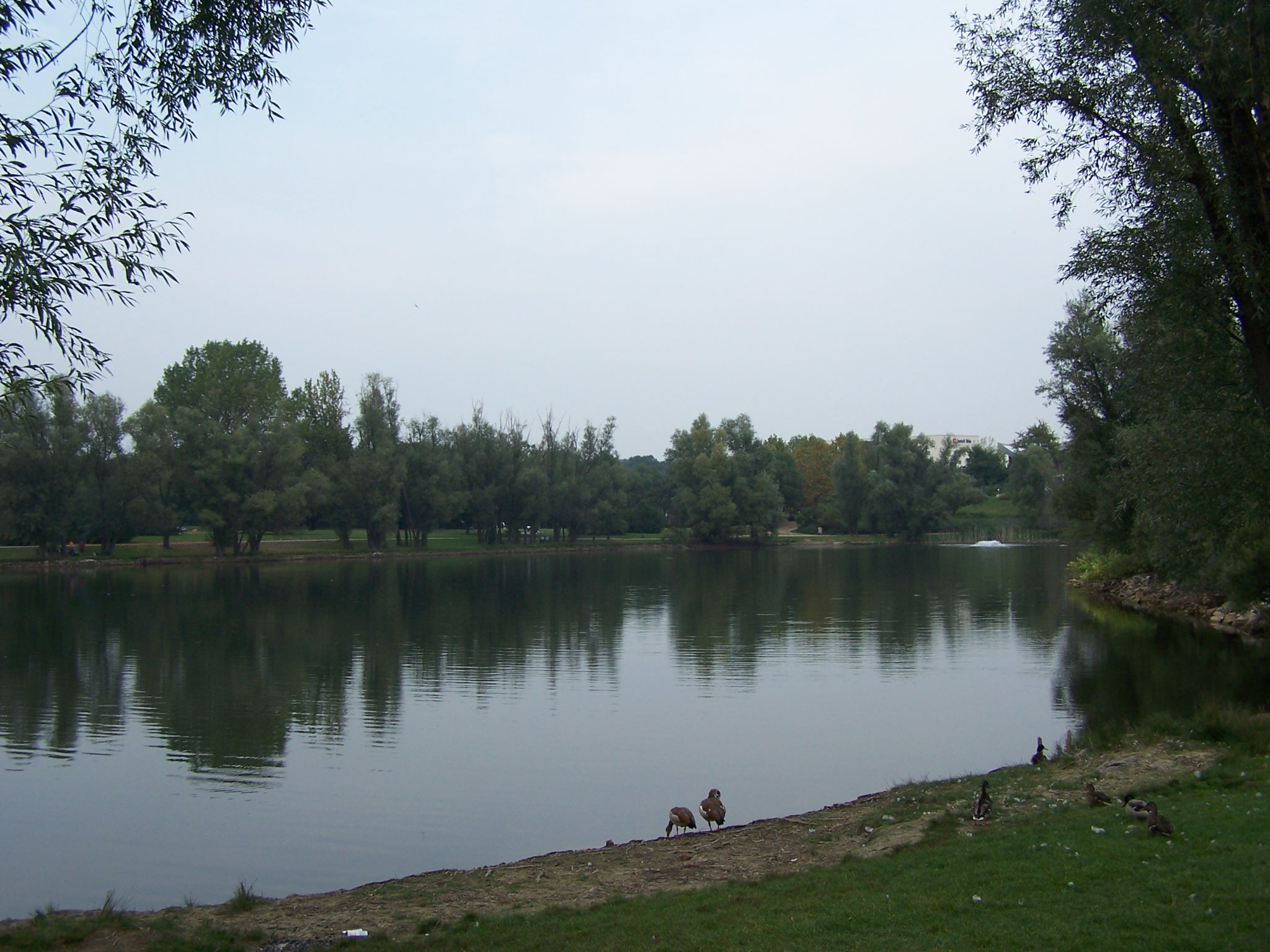
Weiher im Rebstockpark (2006)

Der Rebstockweiher ist der Mittelpunkt des Rebstockparks und ein künstlich angelegtes, ruhendes Gewässer ohne Oberflächenzustrom. Er wird ausschließlich aus Grundwasser gespeist. Seine Wasserfläche beträgt 3,1 Hektar (31.550 m²), das entspricht ca. der Größe von vier Fußballfeldern (zum Vergleich: Der Ostparkweiher ist mit seinen 4,2 ha etwas größer). Seine maximale Tiefe beträgt ca. 3,5 Meter mit zahlreichen, sehr kalten Grundwasserströmen. Daher erklärt sich das strikte Badeverbot mit dem Hinweis auf Lebensgefahr.
Die hygienische und biologische Güte des Rebstockweihers liegt für die letzten fünf Jahre zwischen mäßig bis kritisch belastet. Tendenziell ist eine leichte Verschlechterung der biologischen Güte über die letzten 20 Jahre festzustellen. Salmonellen wurden bislang zweimal nachgewiesen. Daher werden Schulsportplätze und öffentliche Parkanlagen mit diesem Wasser nicht beregnet.
Geht man davon aus, dass jeder Badende ca. 50 ml des ihn umgebenden Badewassers schluckt, verbietet sich das Baden auch aus diesem Grunde.
Auch darf der Rebstockweiher nicht mit Booten befahren werden, sondern ist nur als Angelgewässer und Landschaftselement genutzt. Er verfügt neben dem Fischbesatz auch über nennenswerten Besatz mit Wasservögeln. Der Weiher wird auch gern von Modellbauern genutzt, die hier ihre Boote präsentieren.
Die Anlage des Weihers erfolgte in den Jahren 1958 bis 1962 als Teil des Volksparkes Rebstock. Der anfallende Aushub der vormaligen Kiesgrube wurde im Straßenbau in der näheren Umgebung verwendet. Der Verkauf der über 100.000 Kubikmeter Sand und Kies diente der Mitfinanzierung der Grünanlage durch das Gartenamt der Stadt. 1982 wurde dann auf dem Gelände das Rebstockbad mit Schwimmhalle und Freibecken eröffnet.

## Ein neues Stadtviertel

### Vorplanungen
Am östlichen Rande des Rebstockparkes entsteht seit 2002 nach einem Entwurf von Peter Eisenman ein neues Stadtviertel, das Wohnungen in mehrstöckigen Wohnblöcken für 4.500 Menschen und Arbeitsplätze für 5.500 Menschen zur Verfügung stellen soll. Eisenman stellte 1990 den städtebaulichen Rahmenplan für das 27 Hektar große Quartier vor, wonach sich Straßenraster, Baufelder, Grundstücksflächen, ein neuer zentraler 7,5 Hektar großer Park, der Neue Rebstockpark und die weiteren Verkehrswege richten sollten. Dabei dominieren mehrfach gebrochene Fluchtlinien, die Eisenman als „Faltung“ nach dem Prinzip der mathematischen Katastrophentheorie versteht. Das Prinzip soll dazu führen, dass die Menschen nicht mit der Monotonie der sich immer wiederholenden streng rechteckigen Sichtachsen und Baukörper gelangweilt werden. Im folgenden Architekturwettbewerb gewann Eisenman den ersten Preis. Vorgesehen ist der Bau von 280.000 Quadratmetern Gewerbeflächen und 200.000 Quadratmetern Wohnflächen.
Im Rahmen der Bewerbung Frankfurts für die Olympischen Spiele 2012 wurde das Rebstockgelände als Standort für zahlreiche Spielstätten vorgeschlagen. Frankfurt konnte sich aber nicht in der nationalen Vorentscheidung durchsetzen.

### Umsetzung
1992 wurde das Büro Albert Speer juniors mit der Umsetzung des Planungsentwurfs beauftragt. Der baureife Masterplan hält sich an die Entwurfsideen und steht 2010 kurz vor seiner Vollendung.

#### Rebstock-Straßenbahn

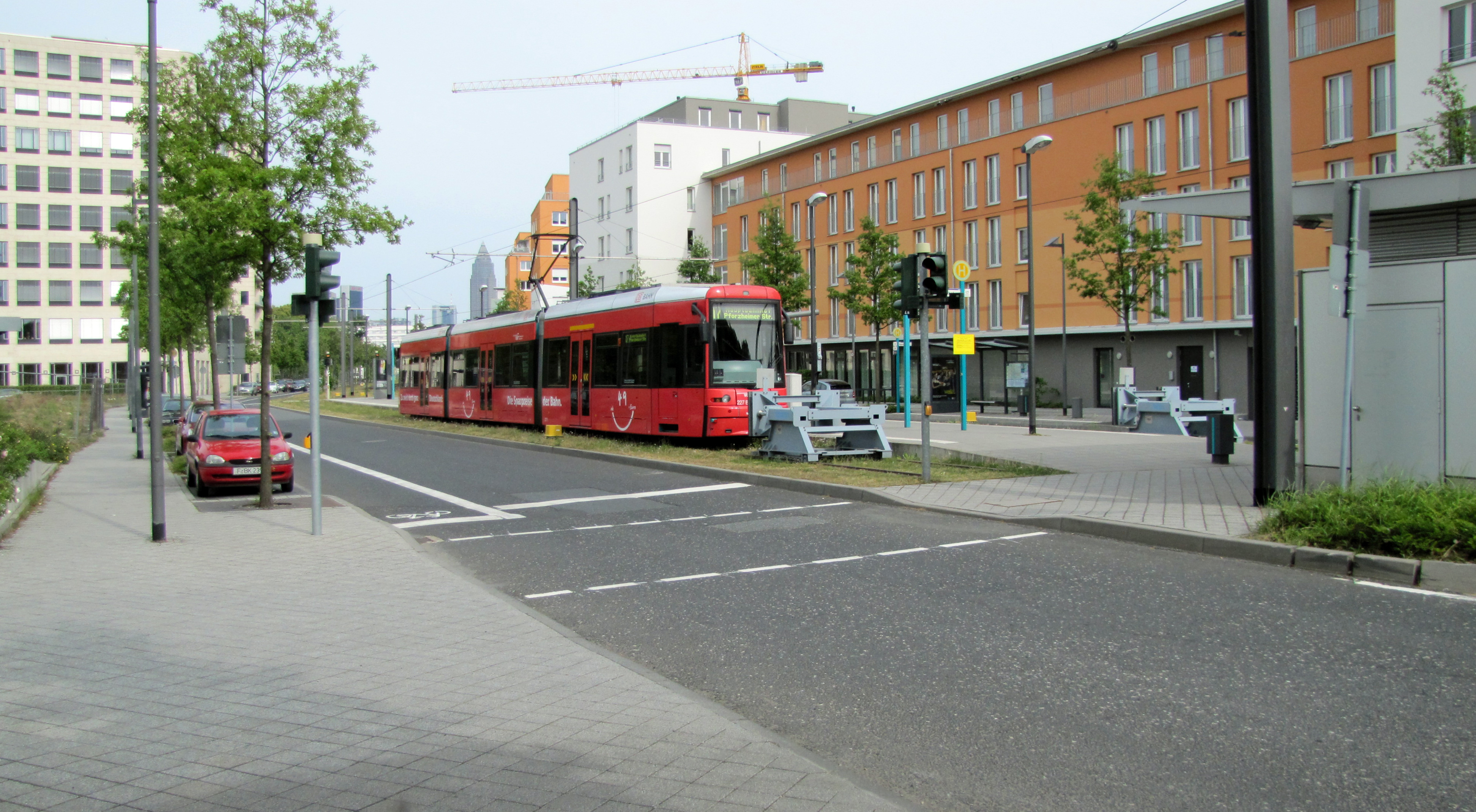
Endstation Rebstockbad der Straßenbahnlinie 17 auf dem Rebstockgelände, in der Leonardo-da-Vinci-Allee (Mai 2011)

Nach diversen Verzögerungen wurde 2003 eine neue Straßenbahnlinie zur öffentlichen Verkehrsanbindung der nördlich benachbarten City-West und des neu entstehenden Quartiers Rebstockpark angelegt. Die Linie 17 führt im Bereich Rebstock vom Katharinenkreisel (früher: Opelkreisel) kommend über die neu gebaute, zentrale Leonardo-Da-Vinci-Allee. Im Zuge der Verkehrserschließung für das neue benachbarte Europaviertel war der Bau einer U-Bahn geplant, die aber ungünstig für Rebstockbewohner bereits am Messeparkhaus Römerhof enden sollte. Der Abzweig hinter der U-Bahn-Station Festhalle/Messe wurde deshalb bereits vorsorglich mitgebaut, jedoch wurde die Ausführung auf Grund der langen Bauzeit und der dabei notwendigen hohen Investitionen verworfen.

#### Probleme
Bevor dieses Stadtviertel für veranschlagte 1,5 Milliarden Euro errichtet werden konnte, musste eine bedeutende Hürde genommen werden: Direkt im Baugebiet unter den ehemaligen Messeparkplätzen lag in einer alten Kiesgrube eine in den 1950er Jahren von der Stadt Frankfurt betriebene Hausmülldeponie mit einem Abfallvolumen von etwa 120.000 m³. Diese Altlast wurde in den Jahren 2000/2001 vollständig entsorgt, bevor mit dem Bau der neuen Erschließungsstraßen begonnen werden konnte.
Des Weiteren mussten auch die Reste des von 1958 bis 1968 betriebenen Forschungsreaktors FRF-1 des Instituts für Kernphysik der Frankfurter Johann Wolfgang Goethe-Universität entsorgt werden. Die schwach strahlenden Reste des Kernforschungsreaktors wurden in den Jahren 2005 und 2006 vollständig zurückgebaut. Im Oktober 2006 wurde auch dieses Gelände zur uneingeschränkten weiteren Nutzung freigegeben.

#### Baufortschritt

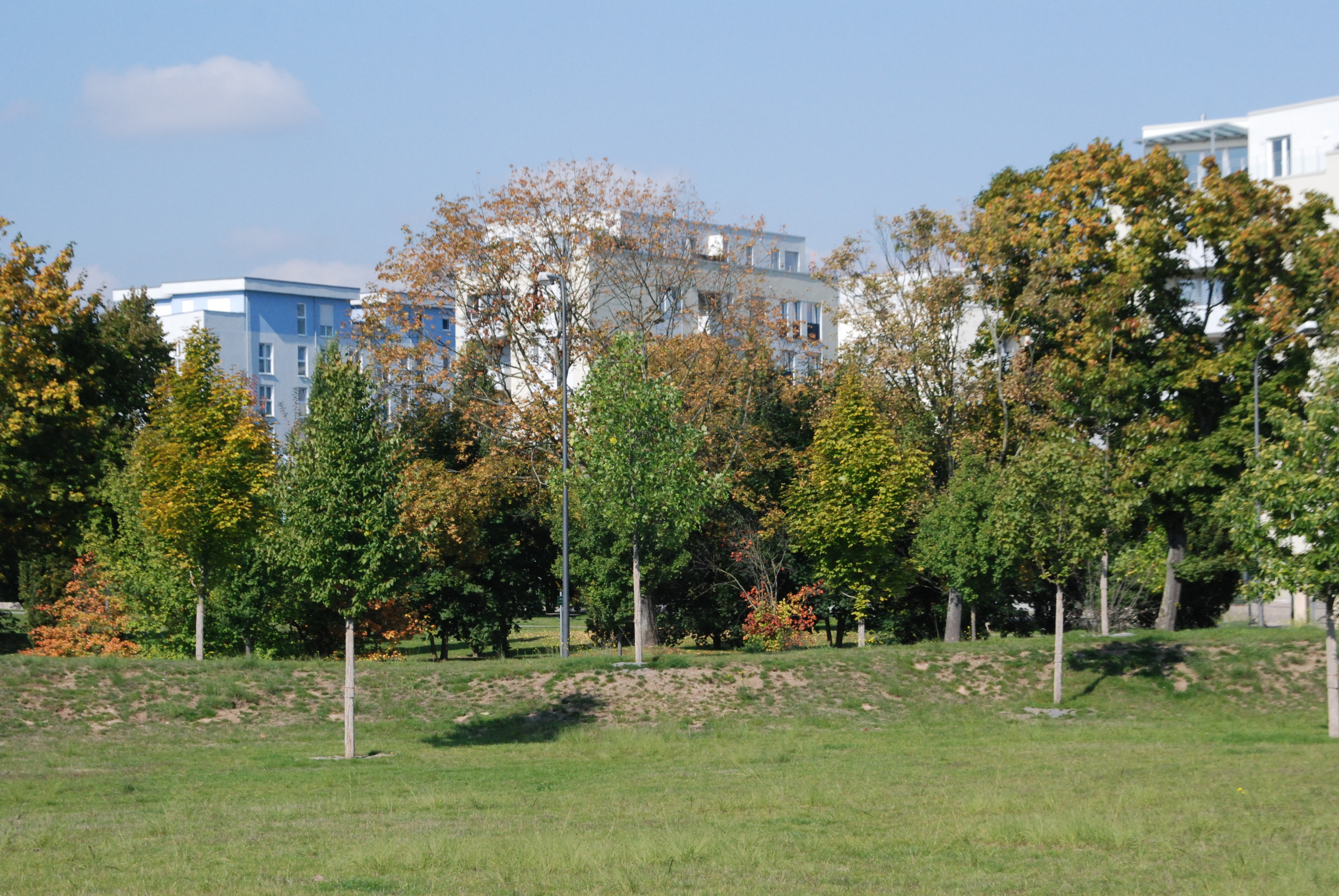
Gebäude am Zeppelinpark, 2013

Im Rahmen der Konversion der Flächen wurden besonders im Wohnbaubereich bereits eine Vielzahl von überwiegend kompakten Gebäuden errichtet und über Wohnbauträger zügig vermarktet.
Ende 2014 wohnen hier ca. 4.000 Menschen; weitere Wohnbauten, darunter eine große Anlage für Seniorenwohnen aller Kategorien, sind entstanden; die Restflächen im Wohnbauabschnitt sind im Bau. Seit 2007 ist die erste Kindertagesstätte in Betrieb. Eine vierzügige Grundschule mit Zweifeldsporthalle und Ganztagsbetreuung hatte im Frühjahr 2012 ihren Baubeginn, die Eröffnung erfolgte im Herbst 2014. Im nördlichen Teil des Rebstockparkgeländes, der für die überwiegend gewerbliche Nutzung und die Anlage eines Stadtteilplatzes (Lindberghplatz) vorgesehen ist, sind bisher ein Hotel der IBIS-Kette sowie ein Bürogebäude der Unfallkasse Hessen entstanden; ein weiteres Hotel der Welcome-Kette wurde im Januar 2011 bezogen. Die seit 2006 eingezogenen Bewohner beklagen die schleppende Errichtung der versprochenen Infrastruktur: das Quartier hat heute nur einen gastronomischen Betrieb, ein Lebensmittelmarkt wurde erst im März 2016 eröffnet. Die schulische Versorgung sei viel zu spät in Angriff genommen worden, mehrere Grundschuljahrgänge mussten in benachbarten Vierteln beschult werden.

### Römerhof

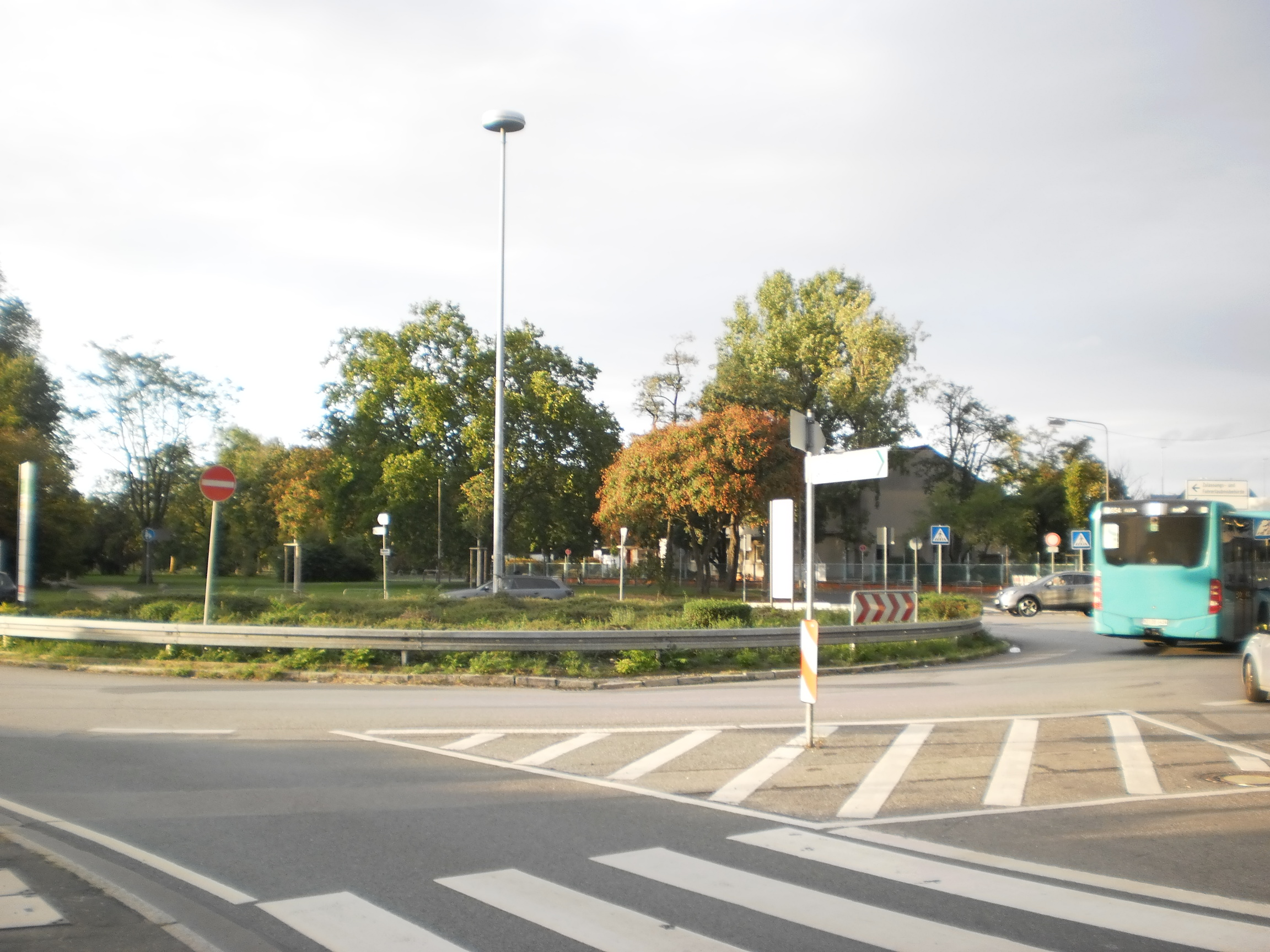
Kreisel am Busbetriebshof, Am Römerhof Eingang Rebstockpark

Südlich des Rebstockparks an der Straße Am Römerhof ist ein 29 ha großes Neubaugebiet für etwa 2000 Wohnungen im Jahr 2018 beschlossen worden, mit einem ersten Bauabschnitt nördlich der Hellerhofsiedlung auf dem VGF-Busbetriebshof, der verlagert wird. Ein städtebaulicher Entwurf wurde ausgearbeitet: In der Tradition des Frankfurter Nordends mit gründerzeitlich verdichteter Blockrandbebauung sollen dem Stadtplaner Christoph Mäckler zufolge gestaltete Wohn- und Innenhöfe mit Bäumen den Wohnraummangel beheben helfen, Architekturwettbewerbe für die einzelnen Gebäude sollen folgen. Gewerbehöfe, ein Supermarkt und Einzelhandel sollen die bestehende teils gewerbliche Nutzung ersetzen bzw. ergänzen. Mit einer Verlängerung der U5 über das Europaviertel (in Bau) mit zwei weiteren Stationen soll das Stadtquartier erschlossen werden – eine an einer baumbestandenen Verbindung mit Platzcharakter zwischen der von Süden kommenden Schmidtstraße und dem Rebstockpark im Norden des Gebiets, die zweite Haltestelle an einem noch zu bauenden Schulcampus mit Grundschule und 6-zügigem Gymnasium weiter im Westen, angrenzend an das Feldbahnmuseum, das bestehen bleiben soll.

### Sonstige Nutzung
Während der Messen werden die Grünflächen an der A648 als Parkplätze benutzt.
Die Regierungskoalition in Frankfurt hat im Juni 2022 beschlossen, den Festplatz am Ratsweg (unterhalb des Bornheimer Hangs), auf dem bisher unter anderem die Frankfurter Dippemess stattfindet, zu nutzen; die Dippemess würde dann auf das Gelände am Rebstock umziehen.